# Saint-Pierre-Azif
Pour les articles homonymes, voir Saint-Pierre.
Saint-Pierre-Azif est une commune française située dans le département du Calvados en région Normandie, peuplée de 165 habitants.

## Géographie
| Villers-sur-Mer     | Blonville-sur-Mer | Vauville      |
| Saint-Vaast-en-Auge | Saint-Pierre-Azif | Glanville     |
| Branville           |                   | Bourgeauville |

### Hydrographie
La commune est située dans le bassin Seine-Normandie. Elle est drainée par le ruisseau du Vaunoy et le Chemin du Moulin,,.

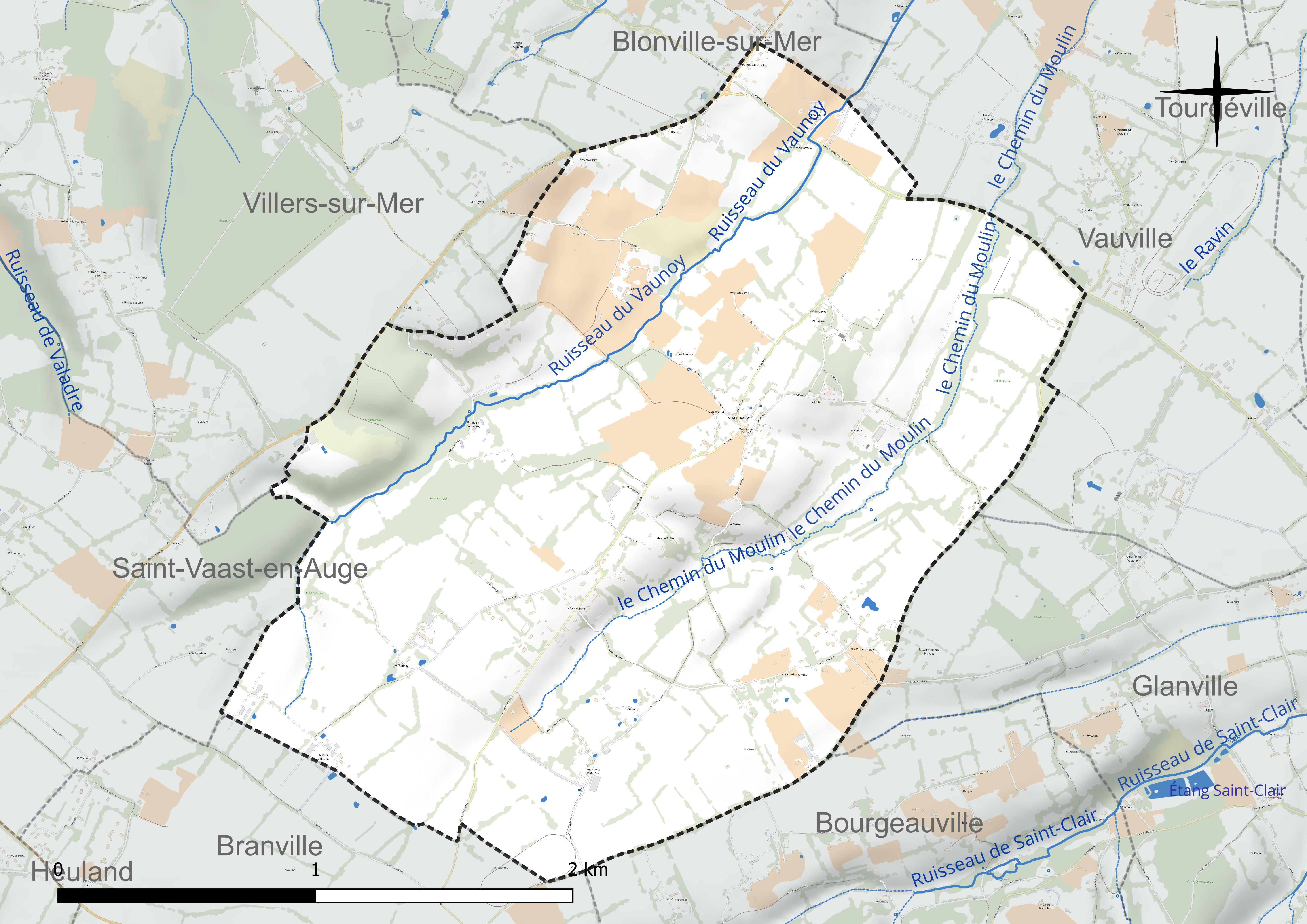
Réseau hydrographique de Saint-Pierre-Azif.

### Climat
Pour des articles plus généraux, voir Climat de la Normandie et Climat du Calvados.
En 2010, le climat de la commune est de type climat océanique franc, selon une étude du CNRS s'appuyant sur une série de données couvrant la période 1971-2000. En 2020, Météo-France publie une typologie des climats de la France métropolitaine dans laquelle la commune est exposée à un climat océanique et est dans la région climatique Côtes de la Manche orientale, caractérisée par un faible ensoleillement (1 550 h/an) ; forte humidité de l'air (plus de 20 h/jour avec humidité relative > 80 % en hiver), vents forts fréquents. Parallèlement le GIEC normand, un groupe régional d'experts sur le climat, différencie quant à lui, dans une étude de 2020, trois grands types de climats pour la région Normandie, nuancés à une échelle plus fine par les facteurs géographiques locaux. La commune est, selon ce zonage, exposée à un « climat contrasté des collines », correspondant au Pays d'Auge, Lieuvin et Roumois, moins directement soumis aux flux océaniques et connaissant toutefois des précipitations assez marquées en raison des reliefs collinaires qui favorisent leur formation.
Pour la période 1971-2000, la température annuelle moyenne est de 10,5 °C, avec  une amplitude thermique annuelle de 12,5 °C. Le cumul annuel moyen de précipitations est de 838 mm, avec 12,3 jours de précipitations en janvier et 8,4 jours en juillet. Pour la période 1991-2020, la température moyenne annuelle observée sur la station météorologique la plus proche, située sur la commune de Deauville à 8 km à vol d'oiseau, est de 0,0 °C et le cumul annuel moyen de précipitations est de 0,0 mm. Pour l'avenir, les paramètres climatiques de la commune estimés pour 2050 selon différents scénarios d'émission de gaz à effet de serre sont consultables sur un site dédié publié par Météo-France en novembre 2022.

## Urbanisme

### Typologie
Au 1er janvier 2024, Saint-Pierre-Azif est catégorisée commune rurale à habitat très dispersé, selon la nouvelle grille communale de densité à 7 niveaux définie par l'Insee en 2022.
Elle est située hors unité urbaine. Par ailleurs la commune fait partie de l'aire d'attraction de Trouville-sur-Mer, dont elle est une commune de la couronne,. Cette aire, qui regroupe 35 communes, est catégorisée dans les aires de moins de 50 000 habitants,.

### Occupation des sols
L'occupation des sols de la commune, telle qu'elle ressort de la base de données européenne d'occupation biophysique des sols Corine Land Cover (CLC), est marquée par l'importance des territoires agricoles (94,1 % en 2018), une proportion identique à celle de 1990 (94,1 %). La répartition détaillée en 2018 est la suivante : 
prairies (80,4 %), zones agricoles hétérogènes (7,2 %), terres arables (6,5 %), forêts (5,9 %). L'évolution de l'occupation des sols de la commune et de ses infrastructures peut être observée sur les différentes représentations cartographiques du territoire : la carte de Cassini (XVIIIe siècle), la carte d'état-major (1820-1866) et les cartes ou photos aériennes de l'IGN pour la période actuelle (1950 à aujourd'hui).

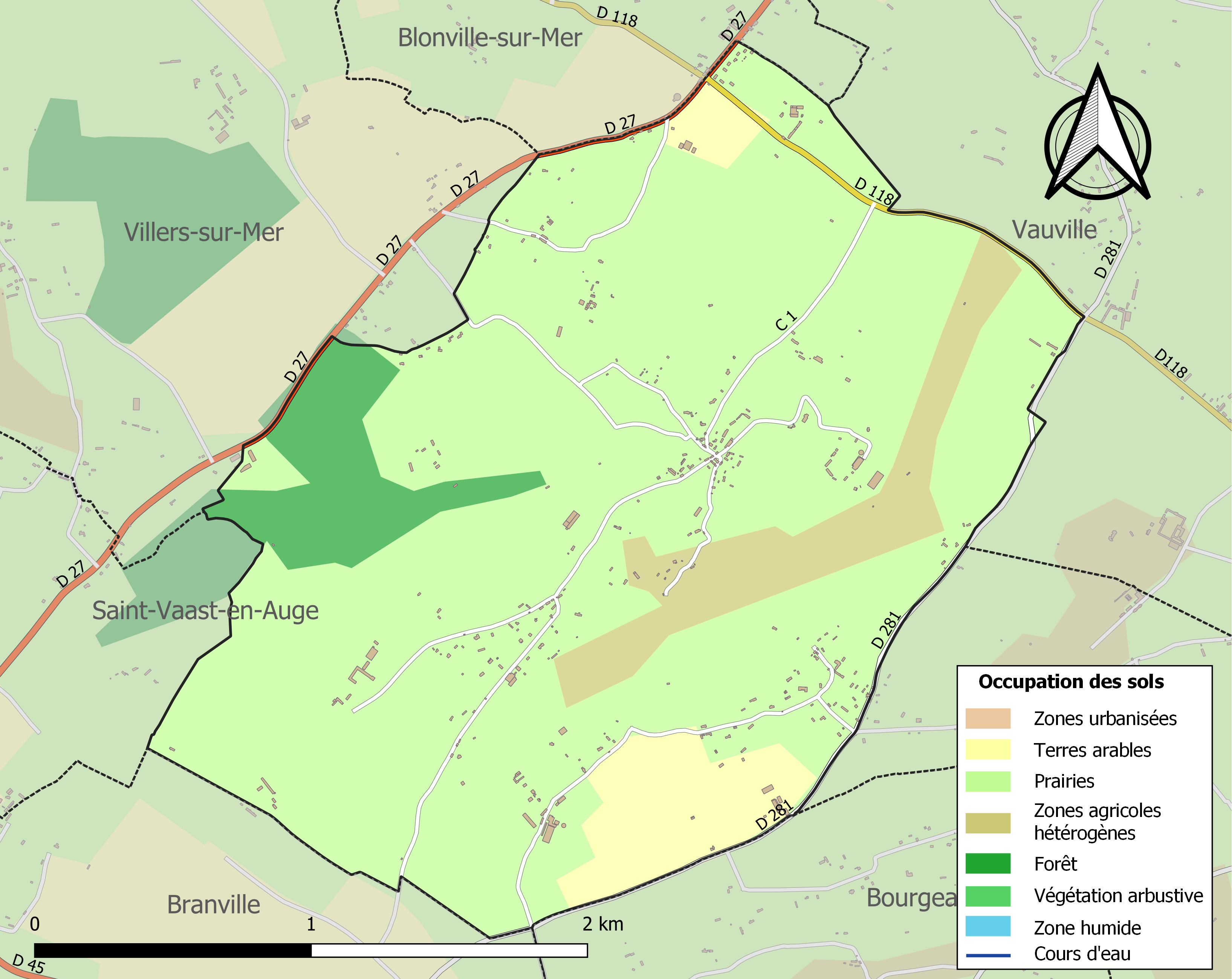
Carte des infrastructures et de l'occupation des sols de la commune en 2018 (CLC).

## Toponymie
Le nom de la localité est attesté sous les formes de Ivis en 1061 et 1070, S. Petrus vers 1161 et Saint Pierre Azif en 1392.
Il s'agirait d'une fausse graphie pour Saint Pierre as ifs, d'une forme ancienne signifiant « aux ifs ». En effet, l'alliance de Saint-Pierre et des ifs, des conifères très fréquents en Normandie autrefois, paraît vraisemblable et, en outre, onze villages en Calvados se dénomment Saint-Pierre adjoint d'un complément (-de Mailloc, -sur Dives, -du Fresne…). En outre, des communes s'appellent Saint-Pierre-des-Ifs (l'une en Calvados et l'autre dans l'Eure), et deux se dénomment Ifs (Calvados) et Les Ifs (Seine-Maritime). Signalons aussi Condé-sur-Ifs (Calvados, fusion de Condé-sur-Laizon et d'Ifs-sur-Laizon) ou Tourville-les-Ifs (Seine-Maritime).
Arcisse de Caumont relève l'appelation Sanctus Petrus de Hys. Un registre, datant de Philippe-Auguste, mentionne que la commune appartient à la famille  de His.

### Symbolique de l'if
Cette section devrait être déplacée dans l'article Taxus#Symbolique.
Pour plus d’informations, se reporter en page de discussion. (avril 2022)
Tant les Celtes, que les Saxons, que les Vikings danois qui ont envahi la région au fil du Ier millénaire attribuaient une force sacrée aux ifs. Ces conifères d'une durée de vie pouvant être plus que millénaire symbolisaient l'immortalité. On va ainsi trouver des ifs systématiquement dans les cimetières d'Écosse, d'Irlande, d'Angleterre, de Normandie et de Bretagne. Ce qu'on peut encore aujourd'hui constater fréquemment en Normandie.
Lors de la christianisation à l'orée du IIe millénaire, l'église catholique va récupérer ce symbole dans les contrées où on vénérait cet arbre : « La tradition chrétienne a planté près de ces ifs, d'autres arbres : les croix… La foi chrétienne propose de greffer sur les ifs une espérance folle : Jésus, mort et ressuscité ».
D'où cette association vraisemblable de saint Pierre, premier évêque de Rome, et des Ifs, Saint-Pierre « aux Ifs » devenant au fil des temps « Azif ». Remarquons particulièrement cet if planté au XVIe siècle qui se trouve au centre du cloître de l'abbaye normande de Jumièges. Ou ces deux « ifs-chapelles » (deux oratoires installés dans leur tronc) à La Haye-de-Routot (Eure), plantés vers le VIe siècle, sous l'Empire romain, auprès duquel on construisit au XIIIe siècle l'église et le cimetière. Ou encore l'if du cimetière du Troncq (Eure), de 500 à 700 ans, où on installa une statue en pierre de la Vierge au XVIe siècle.
Au XIXe siècle, le botaniste Henri Gadeau de Kerville explique bien que les ifs et les chênes dominent la campagne normande. L'association entre l'église et l'if tient aussi à la proximité immédiate des cimetières, très fréquente comme à Saint-Pierre-Azif : on surnommait d'ailleurs ce conifère « l'if funéraire ». On trouve souvent des ifs près des églises normandes, comme pour signifier que la mort n'a pas le dernier mot. En outre, on pensait que l'if, très toxique, faisait éloigner le bétail des cimetières, tout comme les bêtes sauvages susceptibles de déterrer les cadavres.
Si l'on se réfère au catalogue établi par Henri Gadeau de Kerville à la fin du XIXe siècle, vingt-cinq des ifs qu'il a étudiés auraient actuellement atteint ou dépassé le millénaire. Le plus ancien se trouve au Ménil-Ciboult (Manche), vieux de 1 500 à 1 600 ans, presque contemporain de ceux d'Estry (Calvados), de La Bloutière (Manche), de La Lande-Patry (Orne), de La Haye-de-Routot (Eure).

## Histoire
Vers 1080/1082, le manoir de Saint-Pierre-Azif est donné à l'abbaye de Saint-Étienne de Caen, par une charte confirmée par Guillaume le Conquérant.

## Politique et administration
| Période                                  | Période   | Identité          | Étiquette | Qualité                           |
| ---------------------------------------- | --------- | ----------------- | --------- | --------------------------------- |
| ?                                        | 1989      | Charles Aize      |           | Cultivateur                       |
| 1989                                     | mars 2014 | Xavier Duprez     | SE        | Cultivateur                       |
| mars 2014                                | En cours  | Françoise Lefranc | SE        | Retraitée de la fonction publique |
| Les données manquantes sont à compléter. |           |                   |           |                                   |

## Démographie
L'évolution du nombre d'habitants est connue à travers les recensements de la population effectués dans la commune depuis 1793. Pour les communes de moins de 10 000 habitants, une enquête de recensement portant sur toute la population est réalisée tous les cinq ans, les populations de référence des années intermédiaires étant quant à elles estimées par interpolation ou extrapolation. Pour la commune, le premier recensement exhaustif entrant dans le cadre du nouveau dispositif a été réalisé en 2004.
En 2022, la commune comptait 165 habitants, en évolution de +0,61 % par rapport à 2016 (Calvados : +1,58 %, France hors Mayotte : +2,11 %).
| 1793 | 1800 | 1806 | 1821 | 1831 | 1836 | 1841 | 1846 | 1851 |
| ---- | ---- | ---- | ---- | ---- | ---- | ---- | ---- | ---- |
| 443  | 364  | 432  | 461  | 424  | 390  | 379  | 365  | 378  |

| 1856 | 1861 | 1866 | 1872 | 1876 | 1881 | 1886 | 1891 | 1896 |
| ---- | ---- | ---- | ---- | ---- | ---- | ---- | ---- | ---- |
| 354  | 330  | 314  | 334  | 334  | 336  | 332  | 302  | 335  |

| 1901 | 1906 | 1911 | 1921 | 1926 | 1931 | 1936 | 1946 | 1954 |
| ---- | ---- | ---- | ---- | ---- | ---- | ---- | ---- | ---- |
| 311  | 299  | 336  | 255  | 280  | 289  | 234  | 244  | 243  |

| 1962 | 1968 | 1975 | 1982 | 1990 | 1999 | 2004 | 2006 | 2009 |
| ---- | ---- | ---- | ---- | ---- | ---- | ---- | ---- | ---- |
| 204  | 176  | 145  | 145  | 158  | 153  | 149  | 141  | 174  |

| 2014 | 2019 | 2022 | - | - | - | - | - | - |
| ---- | ---- | ---- | - | - | - | - | - | - |
| 174  | 163  | 165  | - | - | - | - | - | - |

## Culture locale et patrimoine

### Lieux et monuments
- Église Saint-Pierre :
  - tour lombarde avec une large porche orné d'une statue de la Vierge,
  - la nef et sa voûte sont en bois,
  - on trouve une statue de pierre de saint Jean Baptiste, un cierge pascal en bois, un chemin de croix en relief, très expressif, et une collection de tableaux de l'École flamande, en particulier un triptyque de Lucas de Leyde.

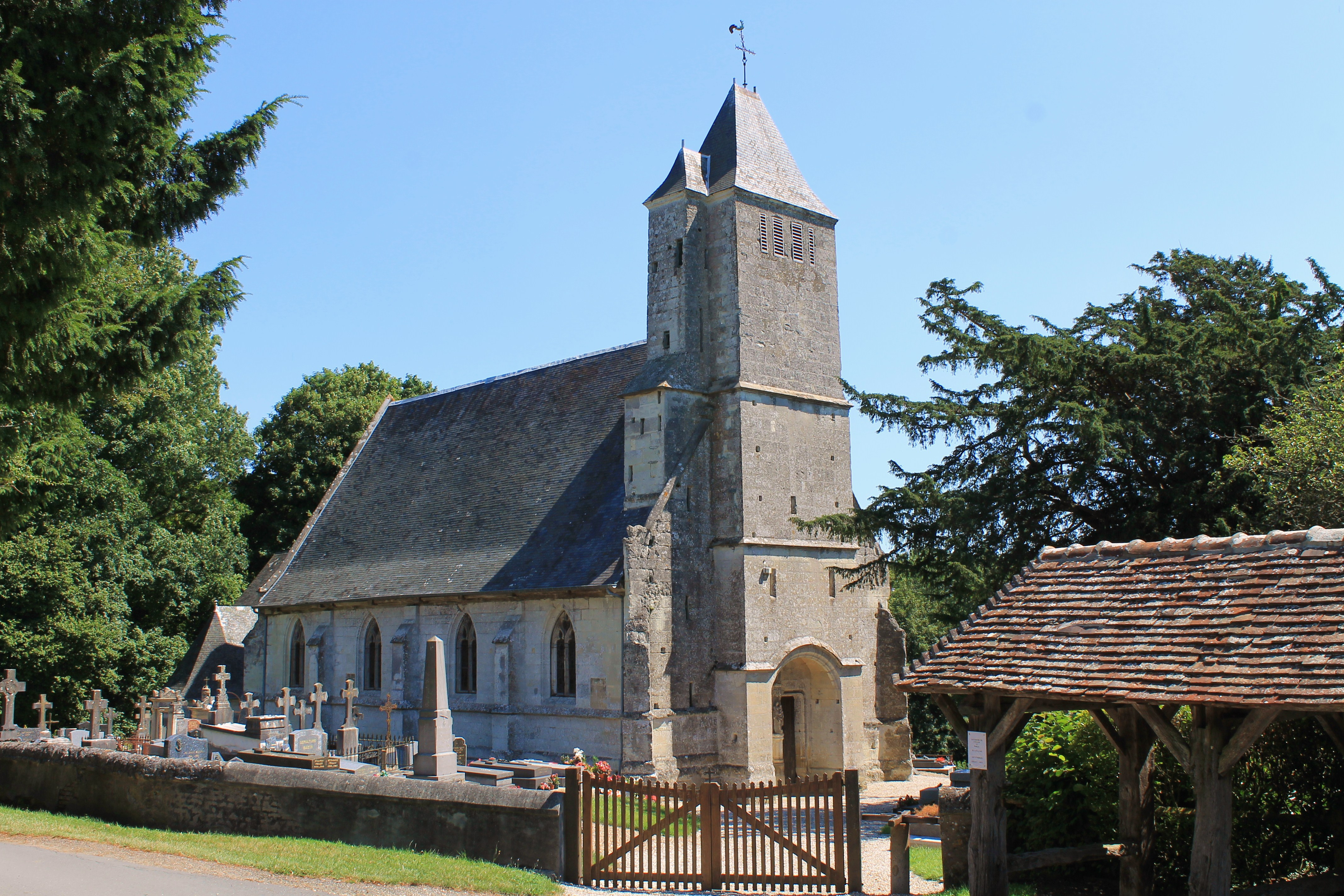
L'église Saint-Pierre.
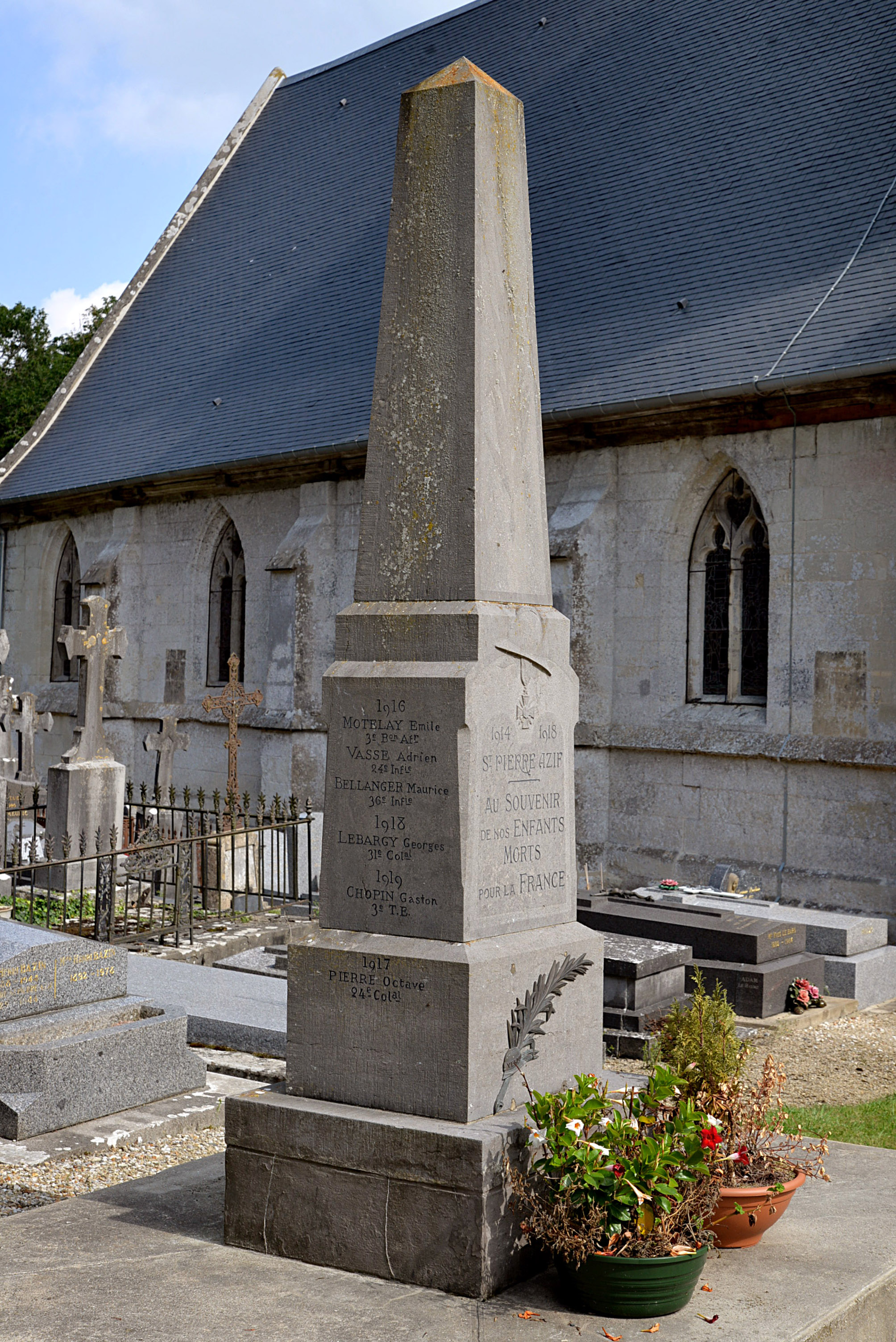
Le monument aux morts.
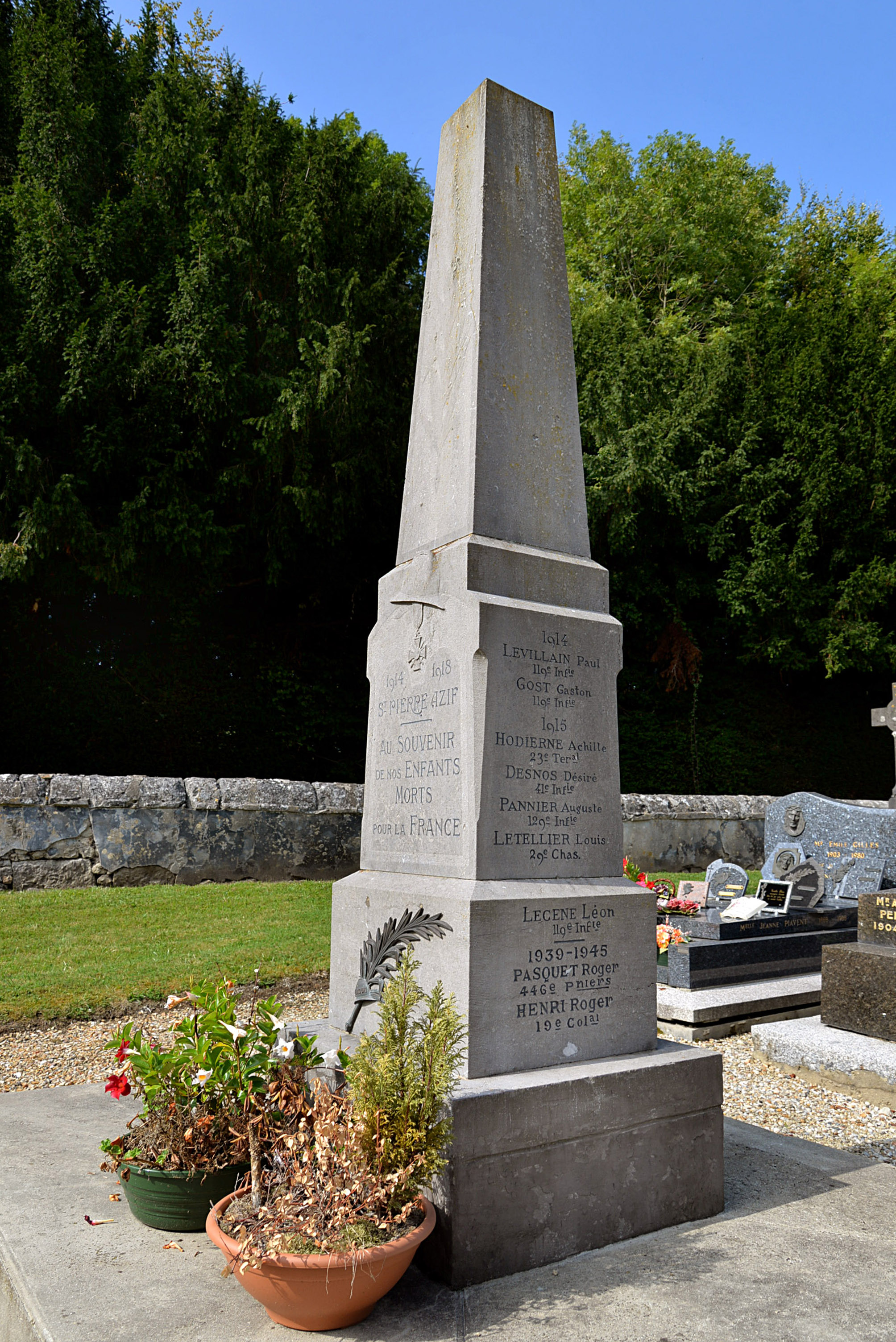
Le monument aux morts.

### Personnalités liées à la commune
« Etienne Labbey, seigneur d'Escots près Saint-Pierre-sus-Dive et d'Héricourt, acquit le 22 octobre 1453 la seigneurie de Benerville sur la mer, près le Pont l'Évêque, de Jean de Grente, Seigneur de Saint-Pierre-Azif, Villerville &c ». Autre figure connue, Jean-Pierre Le Chanteur, né à Saint-Pierre-Azif le 5 avril 1760, secrétaire de l'intendant de Marine du Havre, puis commis de Marine à Cherbourg en 1781, fut nommé par Napoléon commissaire de la Marine à Anvers de 1803 à 1814. Il fit expédier à l'église de Saint-Pierre-Azif par Honfleur une collection de neuf tableaux flamands en hommage à sa commune. On trouve ainsi dans l'église des œuvres de Rubens, Jordaens, Lucas de Leyde, Van Helmont, Van Clef, Van Dyck.
- Louis Lépecq de La Clôture (né à Caen le 12 juillet 1736 et retiré à Saint-Pierre-Azif où il décède le 5 novembre 1804), chirurgien et médecin épidémiologiste français.

### Saint-Pierre-Azif et la littérature
Le conte de George Sand Les Ailes de courage, paru en 1873 dans la première partie des Contes d'une grand-mère, se déroule dans la région de Saint-Pierre-Azif.